# 鈴木シャッター
株式会社鈴木シャッター（すずきシャッター、英: SUZUKI SHUTTER CO., LTD.）は、東京都豊島区に本社を置くシャッターなどを製造する企業である。
かつては三機工業、LIXILの傘下にあった。2018年（平成30年）7月31日、LIXILが保有する全株式を三和ホールディングスへ売却することを発表。2019年（令和元年）10月より三和ホールディングス傘下となった。

## 沿革
- 1903年（明治36年）4月 - 建築金物商会として創業[5]。
- 1936年（昭和11年）7月 - 株式会社建築金物商会に改組[5]。
- 1939年（昭和14年）10月 - 鈴木シヤタア工業株式会社に商号変更[5]。
- 1969年（昭和44年）2月 - 三機工業株式会社と資本提携[5]。
- 1970年（昭和45年）3月 - 鈴木シヤタア産業株式会社を吸収合併し、鈴木シャッター工業株式会社に商号変更[5]。
- 1981年（昭和56年）9月 - 埼玉工場竣工[5]。
- 1985年（昭和60年）3月 - 鈴木シャッター販売株式会社を吸収合併。
- 1990年（平成2年）11月 - 店頭市場（現・ジャスダック）に株式を公開。資本金19億7,100万円となる[5]。
- 1993年（平成5年）10月 - 東京都豊島区に本社新社屋を建設[5]。
- 2000年（平成12年）10月 - トステム（現・LIXILグループ）が株式交換により完全子会社化。
- 2001年（平成13年）4月 - トステム鈴木シャッター株式会社に商号変更[5]。
- 2011年（平成23年）4月 - グループ内のスチール建材事業再編に伴い、旧・トステム子会社のトステムSD株式会社を吸収合併し、コスモ工業株式会社の営業権を譲受。同時に株式会社LIXIL鈴木シャッターに商号変更し[5]、株式会社LIXILの子会社となる。
- 2012年（平成24年）3月 - 当社取扱いの一部の軽量シャッター及び一部の軽量ドアを三和シヤッター工業株式会社からのOEMに切り替え。
- 2018年（平成30年）7月 - LIXILが保有するLIXIL鈴木シャッター全株式を、三和ホールディングスへ売却することを発表。三和ホールディングスは公正取引委員会の承認後に、LIXIL鈴木シャッター全株式を取得する予定[3][4]。
- 2019年（令和元年）10月 - 三和ホールディングスに株式が譲渡され三和グループとなる。商号を株式会社鈴木シャッターに変更[5]。

## 広告活動
1980年代に「クリスタルグリル」のテレビCMを放送し、2022年（令和4年）頃に公式YouTubeチャンネルで広告活動を行った。

## その他
- 1966年2月、翌年の香港での法人設立[5]を控え、当時の社長が現地出張の際に機内から富士山を撮影した写真が、英国海外航空機空中分解事故の事故原因究明に大きく寄与した（『マッハの恐怖』も参照）。
- 1981年7月7日に東京12チャンネル（現・テレビ東京）で『直純のピアノふぉる亭』を放送したが、この回は電話帳の広告からCMソングを作詞・作曲する企画が放送された。同番組の司会者、山本直純が職業別電話帳（現在のタウンページ）に掲載された広告から当社を選び、ゲスト出演者の小林亜星とともに楽曲を製作し、非公式CMソング「鈴木シャッター」（作詞・作曲：小林亜星）と「スズキ・シャッター」（作曲：山本直純）のお披露目（ともに女性コーラス3人による斉唱）も行われた。なお、この曲には電話帳広告に記されたキャッチコピー、「防火ひとすじ78年」も歌詞に含まれていた。同企画の映像は2019年5月31日にBSテレビ東京で放送した『武田鉄矢の昭和は輝いていた』で小林がゲスト出演した時に放送している[7]。同番組は2021年5月30日に心不全で死去した小林[8]の追悼企画として同年6月21日に再放送を行った[7][9]。